# ケイリンライブ!
ケイリンライブ!は、2004年4月から2015年3月まで、スポーツ専門チャンネルの「EXスポーツ」にて放送された競輪中継番組。

## 概要
名古屋、岐阜、大垣の各競輪場の模様を生中継で伝える。2014年3月までは一宮競輪場からの中継も放送されたが本場開催廃止に伴い終了となっている、司会・進行は、長谷川満。2014年3月30日までは司会は生田嘉宏が務め、長谷川がリポーターだった。
2012年9月まではケイリンライブ!282（-ツーパーツー・KEIRIN LIVE 282）という番組名であったが、「EXスポーツ」がそれまでの282chに加え609chでも放送を開始したため、同年10月より番組名は「ケイリンライブ! IN（その日の開催場名）」に変更となった。2015年3月28日の岐阜競輪の最終日をもって番組が終了となった。
また、EXスポーツは有料放送であるが、ケイリンライブ!を放送する時間帯はEXスポーツとの視聴契約の有無にかかわらず、無料で視聴できた。なお、グレードレースではSPEEDチャンネルでも放送されていた（ケーブルテレビでは受信できない場合あり）。
インターネットでもライブで見られた。

## 放送時間
- 生中継 10:00 - 17:00
- ダイジェスト 21:30 - 22:00(2014年3月をもって終了)

## リンク
- ケイリンライブ!